# 흉성
흉성(胸聲)은 올바른 발성을 구사하는 사람이 일반 남성의 목소리톤이나 그보다 더 굵은 톤의 소리를 낼 때 가슴을 울리는 듯한 느낌을 받을 수 있어서 붙여진 추상적인 개념이다. 가슴이 울리지 않아도 위의 현상이 나타나면 흉성이라고 한다.

## 같이 보기
- 두성
- 성구